# Firefox OS
Firefox OS，由Mozilla基金會主導研發的開放原始碼行動作業系統，採用Linux内核。這個計劃於2011年7月25日正式发布。它最早主要應用於智慧型手機和平板電腦，由于難以打入手機市場，于2016年7月停止推出預載Firefox OS的新手機，轉型主打物聯網的作業系統。
Firefox OS与Google Chrome OS類似之处，是一種網絡作業環境，以Gecko瀏覽器引擎為中心，采用HTML5來開發。它允許基於HTML5的應用程式，能透過JavaScript語言，直接透過裝置硬體來做相互溝通。Firefox OS的所有應用都基於網路，希望使用者一開機就能夠连接上網際網路，但仍可透過HTML5 cache Manifest或相關API在離線時进行使用。

## 發展目標
在2011年7月25日，Mozilla公司開始Firefox OS的研發，目標是再建立一個獨立且完整的作業系統，用来推動網路開放，使開發人員能夠在不同手機平台上開發跨平台的應用程序。经过讨论，他们確立了一些工作方向：建立新的WebAPI來驅動裝置和作業系統的功能，例如：電話和相機；建立權限模型來保證系統的安全，以及底層驅動Android設備的低階程式碼。他们在2012年正式發布了Firefox OS。
Mozilla研發總監安德里亞斯·加爾（Andreas Gal）形容目前已存在的行動裝置平台猶如「圍牆花園」，Firefox OS將完全使用開放的HTML5網頁標準技術，不涉及專利軟體及技術。Firefox OS希望建立起一個平台，讓符合網頁標準的網頁瀏覽器便能夠執行軟體，讓程式開發者統一在同一套標準下開發可以共通使用的應用程式，不需再為各平台各別開發專用的應用程式。

## 發展歷史
在2011年7月25日，Mozilla研發總監安德里亞斯·加爾（Andreas Gal）在討論群組上宣佈「Boot to Gecko」專案（簡稱B2G）。這項消息引發了許多科技媒體關注，其中根據Ars Technica引述：“Mozilla表示，B2G基於標準的開放網路有潛力成為一個具有競爭力的替代品，取代由主流行動作業系統提供的現有單一供應商應用程式開發環境。”。
于2012年2月28日时，在运行的Android型號的智慧型手機上，Firefox OS被首次公開展示。同年7月2日，Boot to Gecko被正式命名為Firefox OS，並於8月展示部份系統截圖。
在2012年9月2日，Strategy Analytics分析師預測，Firefox OS將在2013年占據1%的智慧型手機市場。
在2013年1月10日，中興通訊於國際消費電子展上證實將推出Firefox OS智慧型手機。
在2013年2月24日，Firefox OS商業計劃正式擴大。Mozilla於巴塞羅那世界行動通訊大會記者會上宣佈，第一波Firefox OS手機將提供給巴西、哥倫比亞、匈牙利、墨西哥、蒙特尼哥羅、波蘭、塞爾維亞、西班牙與委內瑞拉的消費者；LG集團、中興通訊、華為和TCL集團將承諾生產Firefox OS設備。
在2013年5月27日，鴻海科技與Mozilla簽署合作協議，合作範圍包括平板電腦和其他手持裝置產品。
在2013年7月2日，西班牙電信推出首款商用Firefox OS手機ZTE Open。西班牙GeeksPhone公司接著也推出GeeksPhone Keon和Peak。
在2014年5月14日，Mozilla基金會和T2Mobile合作推出名為“Flame”的Firefox OS手機，它是開發人員用於開發和測試的手機。
截至2014年12月16日，Firefox OS手機在全球共14家營運商和近28個國家上市。
在2015年12月8日，Mozilla聯網裝置部門副總Ari Jaaksi在其Twitter頁面宣佈將終止Firefox OS智慧型手機的開發與銷售，而使Firefox OS聚焦在物聯網的發展。在2016年2月，Mozilla公司在寄送給開發者的電子郵件中宣布：在2.6版本發佈後，他們將停止開發手機平台上的Firefox OS，原開發團隊將會移到別的專案上，例如Firefox TV和其他的智慧家電。
在2016年9月27日，Mozilla宣布Firefox OS於手機平台的商業性開發已經停止，且所有相關的程式碼將從Mozilla核心中移除，以便使Gecko未來的開發不受已停止的手機專案之影響。但其也會釋出Firefox OS 2.6版穩定的原始碼，供開源軟體社群繼續利用與開發手機作業系統。但此後的Gecko引擎在演進中將逐漸與2.6版的Firefox OS越來越不相關，這意味著開源軟體社群自行必須修改B2G程式碼来跟上Gecko的發展，對社群成員將是一大挑戰。 在2016年10月26日于Firefox OS官網上的下載仍是2.5版開發者預覽版。
雖然手機上的Firefox OS已停止開發，但物聯網的專案仍繼續，例如Firefox OS TV。

## 展示

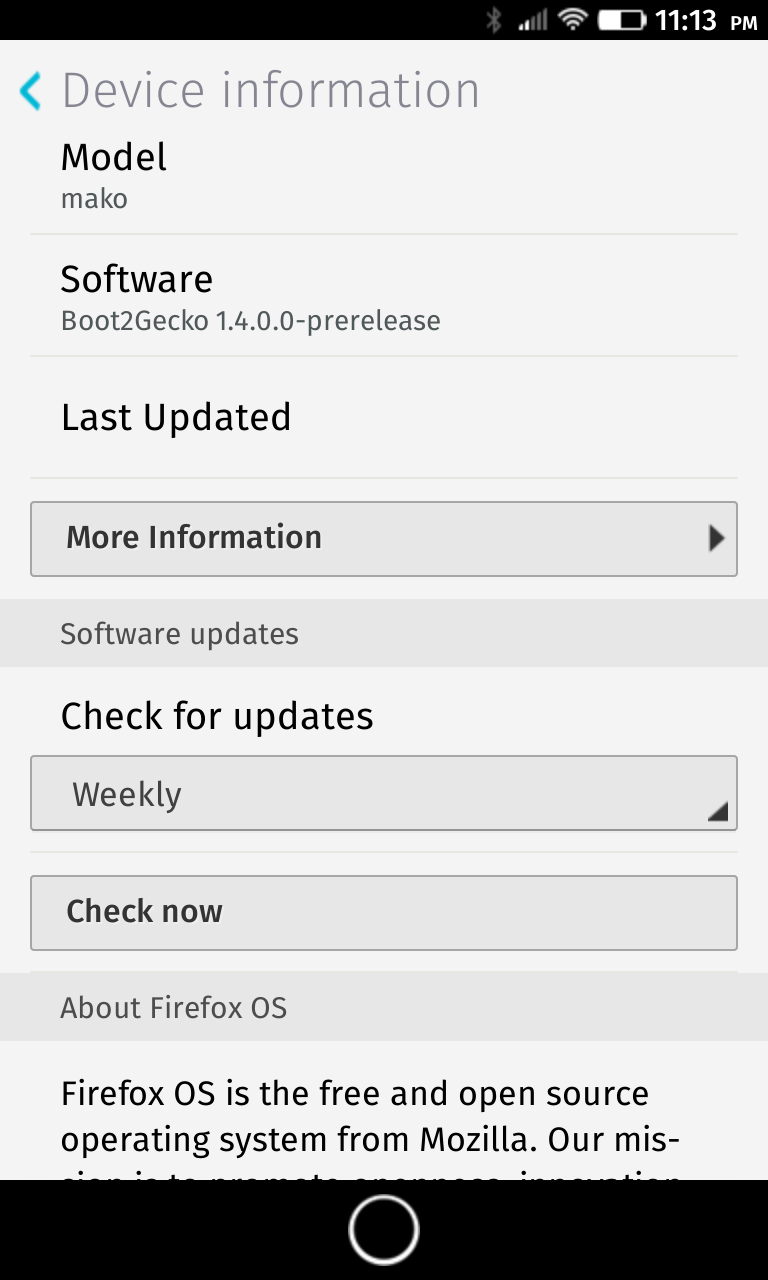
Firefox OS執行於Nexus 4

在2012年世界行動通訊大會上，Mozilla宣佈與西班牙電信合作，將共同開發基於HTML5和WebAPI所建構的「Open Web Device」。Mozilla還宣佈，支持該專案的還有Adobe Systems和Qualcomm，以及德國電信的創新實驗室也將參與該專案。大會現場還展示該系統執行於三星Galaxy S II手機（移除內建的Android作業系統）。在2012年8月7日，一名諾基亞工程師將該系統移植到樹莓派上。在2013年2月25日，索尼展示Firefox OS移植於Sony Xperia E運作效果，並開放ROM供下載。
Firefox OS可支援裝置包含Nexus S、Nexus S 4G、Galaxy S2、Galaxy Nexus、Nexus 4、Otoro、PandaBoard和桌上型電腦。
Mozilla於2014年世界行動通訊大會上聯合展訊通訊（Spreadtrum）展示25美元Firefox OS智慧型手機。至今Mozilla已聯合4家手機製造商和5家營運商於歐洲和拉丁美洲推出Firefox OS手機。在印度，Mozilla計畫與Intex及Spice公司推出25美元手機，但最終價格為33美元（1,999盧比）。
于2015年的CES展，Panasonic發表第一款內建Firefox OS的4K解析度液晶電視。

## 分支
松下電器開發出基於Firefox OS、用於智慧型電視的作業系統My Home Screen。
明辨科技從Firefox OS中分支出H5OS，公司創始人宮力在擔任Mozilla公司總裁期間曾負責Firefox OS的開發。
一個名為KaiOS的分支被使用于一些功能型手機上。

## 架構
Firefox OS架構主要由三個軟體層組成：
- Gonk – Linux底層核心和硬體抽象層
- Gecko – 排版引擎和應用執行服務層
- Gaia – HTML5層和使用者介面系統

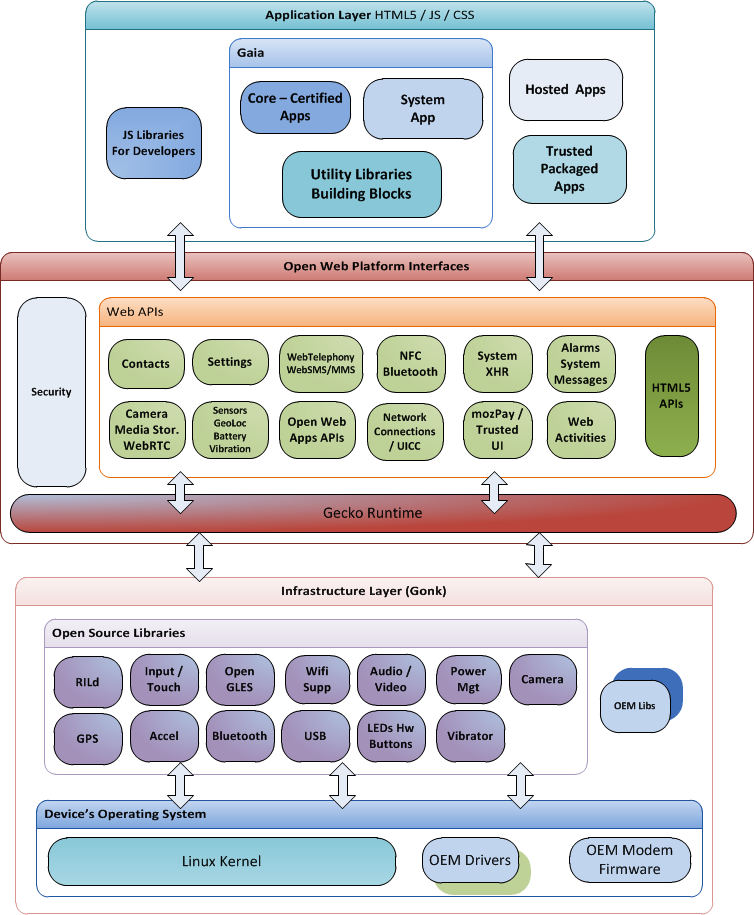
Firefox OS系統架構圖

### Gonk
Gonk是Firefox OS平台最底層的系統，包括Linux核心和使用者空間硬體抽象層（Hardware Abstraction Layer，HAL），核心以及一些使用者空間庫都是常見的開放原始碼專案，例如：Linux、libusb、Bluez；而部分硬體抽象層與Android開放原始碼專案（Android Open Source Project，AOSP）共享，例如：相機、全球定位系統。基本上Gonk也可以被當成是一個非常簡單的Linux分支版本，Gonk就是個Gecko的移植目標，
也就是說，一套在Gonk執行的Gecko，就像Gecko也有Mac OS X、Windows和Android版本一樣。因為Firefox OS專案具有Gonk完全的控制權，相較於其他作業系統，可以開放更多的介面給Gecko。例如：Gecko可以直接存取Gonk的完整電信堆疊和顯示緩衝區（Frame Buffer），這是其他作業系統作不到的。

### Gecko
Gecko是Firefox OS的排版引擎。它由相關網路堆疊、圖形堆疊、排版引擎、JavaScript虛擬機和介面層組成，提供HTML、CSS、JavaScript等開放標準的支援。

### Gaia
Firefox OS的使用者介面層，任何繪製於螢幕上的所有容都屬於該層的工作，也就是說目前現代智慧型手機應具備的標準應用程式皆基於Gaia實作，包括鎖定螢幕、主畫面、撥打電話、文字簡訊、相機。Gaia完全使用HTML、CSS、JavaScript技術來實作而成，Web API是本層到其底層系統的唯一溝通入口。

## 發行歷史
| 系統版本 | 發行日期      | Gecko版本 |
| -------- | ------------- | --------- |
| 1.0      | 2013年2月21日 | 18.0      |
| 1.0.1    | 2013年9月6日  | 18.0      |
| 1.1.0    | 2013年10月9日 | 18.0      |
| 1.1.1    |               | 18.0      |
| 1.2.0    | 2013年12月9日 | 26.0      |
| 1.3.0    | 2014年3月17日 | 28.0      |
| 1.4.0    | 2014年8月8日  | 30.0      |

## 裝置

### 非官方支持设备
由于Firefox OS与Android之间架构上的相似性，它允许Mozilla平台运行于许多Android的设备上。一些Firefox OS的移植几乎与原始版本没有什麼不同，其他的则做了大量的修正以适配正在移植的设备。
Firefox OS被移植到下列设备：
- Sony Xperia SP[49]
- Huawei Ascend Y300[50]
- Huawei Ascend G510[50]
- HTC Pico[51]
- Nexus 4 [52]
- Nexus 5[53]
- Nexus 7 (2013) [54]
- Moto G[55]
- Sony Xperia Z3[56]
- Sony Xperia T2 Ultra[57]

## 外部連結
- 官方网站 []
- Firefox OS專案介紹[]
- Firefox OS原始碼（页面存档备份，存于），在GitHub（英文）
- Firefox OS模擬器最新預覽版本（页面存档备份，存于）（英文）